# Gordon E. Sawyer Awards

Les Gordon E. Sawyer Awards sont des prix américains décernés de façon irrégulière depuis 1981 par l'Academy of Motion Picture Arts and Sciences (laquelle décerne les Oscars) à une personnalité du monde du cinéma « dont les contributions technologiques ont fait honneur à l'industrie ». 
Ils tirent leur nom de l'ingénieur du son Gordon E. Sawyer.

## Récipiendaires
- 1981 : Joseph Walker
- 1982 : John O. Aalberg
- 1983 : Dr. John G. Frayne
- 1984 : Linwood G. Dunn
- 1987 : Fred Hynes
- 1988 : Gordon Henry Cook
- 1989 : Pierre Angénieux
- 1990 : Stefan Kudelski
- 1991 : Ray Harryhausen
- 1992 : Erich Kästner
- 1993 : Petro Vlahos
- 1995 : Donald C. Rogers
- 1997 : Don Iwerks
- 1999 : Dr. Roderick T. Ryan
- 2000 : Irwin W. Young
- 2001 : Edmund M. Di Giulio
- 2003 : Peter D. Parks
- 2004 : Takuo Miyagishima
- 2005 : Gary Demos
- 2006 : Ray Feeney
- 2007 : David Grafton
- 2008 : Edwin Catmull
- 2012 : Douglas Trumbull
- 2014 : Peter Anderson
- 2015 : David W. Gray
- 2018 : Jonathan Erland